# Aminandro
Aminandro (griego antiguo Ἀμύνανδρος Amynander, Amúnandros) fue rey de Atamania a finales del siglo III a. C.
La primera aparición de Aminandro en la historia es como mediador entre la Liga Etolia y el Reino de Macedonia en 208 a. C. Los romanos le informaron de su intención de hacer la guerra a Macedonia y Aminandro se alió con ellos. Se le encargó atraer a los etolios a la alianza. En 198 a. C. ocupó las ciudades de Cercinio y Gonfos y asoló Tesalia. Estuvo presente en una conferencia entre Tito Quincio Flaminino y el rey macedonio Filipo V, y durante la tregua subsiguiente el cónsul romano le envió a Roma, dado que se consideraba necesario que el Senado romano ratificara el acuerdo. Regresó poco tiempo después y también participó en las negociaciones resultantes de la batalla de Cinoscéfalas. En el tratado de paz se le concedió la posesión de todas las fortalezas que había conquistado a Filipo durante la segunda guerra macedónica.
Se casó con Apama, hija de un macedonio llamado Alejandro Megalopolitas, que decía que era descendiente de Alejandro Magno.
En 191 a. C. Roma inició la guerra contra Antíoco III el Grande. Aminandro, influido por su cuñado Filipo Megalopolitas, guerreó junto a los seléucidas. Filipo V de Macedonia invadió el reino de Atamania y tuvo que huir hacia Ambracia (191 a. C.). Los romanos exigieron a los etolios la extradición, que no fue concedida. Finalmente, con ayuda etolia, recuperó el reino (finales de 190 a. C.). Después envió embajadores a solicitar la paz con Roma, la cual le fue concedida (189 a. C.) A continuación, convenció a los ambraciotas para que se rindieran.
Se desconoce la fecha de su muerte.